# Hernán Raffo
Hernán Leopoldo Raffo Abarca (Valparaíso, 2 de julio de 1929-Villa Alemana, 24 de julio de 2012) fue un baloncestista chileno.

## Carrera deportiva
Durante toda su carrera defendió los colores del New Crusaders del Cerro Alegre, con quien consiguió los campeonatos de la Asociación de Básquet de Valparaíso en los años 1950, 1955 y 1958.
Fue internacional con la selección de Chile y participó en el campeonato mundial de Buenos Aires 1950, y en los Juegos Panamericanos de la misma ciudad en 1951, donde fue reconocido como el «mejor jugador». Además fue seleccionado en los Juegos Olímpicos de Londres 1948, Helsinki 1952 y Melbourne 1956.